# Habitat
Denne side handler om habitatsbegrebet inden for økologien. For bygningskomplekset, der indgik i Expo 67, se Habitat 67.
Et habitat er et område inden for en biotop, der er levested for en plante- eller dyreart. Det bruges inden for økologi ved beskrivelsen af de forhold, der kendetegner stedet, hvor en population af en bestemt art (eller en gruppe af arter) normalt kan leve og udfolde sig.
Ordet bruges ofte ensbetydende med biotop (engelsktalende foretrækker habitat, mens skandinaviske og tyske foretrækker biotop). Begreberne kan med fordel underordnes hinanden, så "biotop" er et områdes miljøvilkår, mens "habitat" er en enkelt dyre- eller plantearts præcise livsgrundlag (niche) inden for biotopen.

## Habitat for en population
Normalt burde man tale om en populations habitat i stedet for en arts eller en organismes habitat, for mens det er muligt at beskrive den præcise habitat for en enkelt bjørn i Pyrenæerne, danner arten Brun bjørn (Ursus arctos) en del af en metapopulation, der kan opdeles i talrige grupper af individer, der tidligere levede i mere varierede habitater, end hvad de sidste individer nu prøver at overleve i. Denne art var engang almindelig over hele Europa, fra strandbredder til bjergskråninger. Betragtet som levested er Pyrenæerne derimod ikke repræsentativ for artens optimale habitat. De udgør blot bjørnenes sidste tilholdssted, hvor de er mindst forfulgte og jagede.
Habitaten er derfor et element eller en samling af elementer i et landskabsområde, der rummer tilstrækkelige ressourcer til, at en population af en art kan leve og formere sig. Nogle forfattere mener, at en habitat (eftersom den udvikler sig) på langt sigt ikke indebærer nogen egnethed for en bestemt art, som lever der, men blot egnethed på kort sigt.
Som konsekvens heraf kan begrebet også omfatte kunstige miljøer, der er indrettet som en erstatning, der midlertidigt gør det muligt for en art at trives (en lund er kunstigt skabt, men skaber en god erstatningshabitat for talrige arter fra skovbryn), og hvor det nødvendige miljø gør overlevelse og formering mulig ved at dække artens behov (for eksempel hvis stedet spiller en rolle som biologisk korridor eller som midlertidigt refugium).
Begrebet kan også udvides til at beskrive en arts samlede mængde af specielle krav til dens levested, defineret ved de abiotiske og biotiske faktorer, der er kendetegnende for steder, hvor ét af stadierne i artens livscyklus udfoldes, eller hvor den lever hele sit liv. Dette begreb har en stærk højdedimension (en klippe, som er for lav, gør en habitat uegnet for en art, der ikke længere kan finde de vilkår, som er nødvendige for dens overlevelse. Habitat har også en rumlig dimension, der er afgørende for de organismer, der kan flyve, eller som flytter sig under vandet eller jordoverfladen), ligesom den har en tidsmæssig og biogeografisk dimension.
I de seneste 40.000 år synes hovedparten af tilbageslag i biodiversiteten og udryddelsen af arter at være direkte forbundet med virkningerne af menneskenes aktiviteter, endda med en acceleration siden indførelsen af agerbruget og industrialiseringen.

## En mere kompleks og nuanceret virkelighed
I virkelighedens verden kan afgrænsningen af en habitat være en smule udvisket, eller oftere kan de bestå af en mosaik af miljøer, der alle er gunstige eller neutrale i forhold til den art, man koncentrerer sig om. F.eks. finder man inde i en skovhabitat forskellige mindre enheder (eller ”mikrohabitater”), som udvikler sig over tid, og som hver for sig er mere eller mindre ”optimale” for den skovart, man undersøger.
En habitat eller mikrohabitat kaldes ”optimal”, hvis artens formeringsrate er optimal. Man ville kalde en habitat underoptimal, hvis det drejer sig om et erstatningsmiljø (naturligt eller kunstigt), hvor arten overlever med nød og næppe og med en formeringsrate, der er unormalt lav.
Menneskets omformning af landskabet har stillet talrige arter over for et liv i habitater, der kan kaldes ”underoptimale”, eller i erstatningsmiljøer, hvor de kan overleve en tid, men med en nedsat formeringsrate eller levetid (i visse tilfælde kan de endda blive til en fælde eller biologisk blindgyde).
Man har f.eks. i 1980'erne, at en truet, australsk fugleart vist, at Lord Howe-skovrikse (Gallirallus sylvestris) måtte trække sig tilbage til en underoptimal habitat på øens højeste punkt, efter at der var indført vildsvin til fuglenes ø. Der havde arten overlevet, men den var i tilbagegang med restpopulationer og med en stærkt nedsat formeringsrate. Efter at man havde udryddet vildsvinet på hele øen, vendte fuglene meget hurtigt tilbage til deres optimale habitat med en genopbygget formeringsrate. I dette tilfælde var habitaten altså hele tiden fysisk til stede, men var blevet utilgængelig for arten efter indførelsen af en anden art.

## Definition af "habitat"
En habitat defineres almindeligvis i forhold til et område (f.eks.: habitaten på østsiden af Neusiedler See, hvor jorden i sensommeren dækkes af vissent, tørt græs, der bliver omsat til humus af nedbrydere), eller i forhold til et sammenhængende og afbalanceret fællesskab mellem arter, (et økosystem). Dette sker først og fremmest fordi de dominerende arter ofte formes af deres habitat i og med, at de er bundet til den, men også fordi en del af dem selv bidrager til at skabe eller omdanne habitaten, så den passer bedre til dem (som det f.eks. er tilfældet med tørvemosserne, der bedre end de fleste andre planter tåler sure miljøer, og som kraftigt forsurer deres levesteder, hvad der muliggør den fortsatte eksistens af højmoser igennem tusinder af år).
- Habitat kan således defineres i forhold til de arter, der er hjemmehørende dér.
- I mangel af en mere præcis afgrænsning medtager man almindeligvis "erstatningshabitater" som overdrev i beskrivelsen af en arts habitat.
- For visse arters vedkommende må ting som støjforhold, fravær af forstyrrelse, nattemørke eller beskyttelse mod forurening medtages i beskrivelsen af det fysiske og økologiske miljø.

Habitatgrænserne eller -kendetegnene er ofte flydende for arter, som er meget udbredte, som hyppigt spredes, eller som kan udnytte store overflader eller rum i miljøerne. Af disse grunde beskrives en habitat ofte ud fra sammensætningen af plantearter (mere og mere hyppigt ved hjælp af plantesociologi og i Europa ud fra Natura 2000), på grundlag af den kendsgerning, at planterne genspejler miljøets natur og udviklingen i miljø, jordbund og økosystemer. I disse klassificeringer underinddeles en habitat (f.eks. en hede) i typer af habitater: (tør lynghede, fugtig hede, hedemose osv.).

## Indsatsen for naturbevarelse
Habitatbevarelse er kerneydelsen ved naturbevarelse, og habitaten bør findes i tilstrækkelige antal og mængder og med en vedvarende, økologisk forbundethed, når det drejer sig om habitatmosaikker eller -netværk. Deres økologiske fuldstændighed er ligeledes vigtig, da habitaterne bliver mere og mere opsplittede. Det er grunden til, at der verden over afprøves og iværksættes forskellige strategier og konstruktionsmåder for økologiske netværk op til habitatniveau, som baseres på biologiske korridorer.

### Økologi og habitatbeskyttelse
Naturbevarelsen har udviklet sig i løbet af det 20. århundrede og har skiftet fokus fra artsbeskyttelse til populationsdynamik og økologiske habitatnetværk med inddragelse af en fredningsbiologi, som beskæftiger sig med fredning af både habitaterne og de arter, som lever i dem, og som opbygger dem i sidste ende.
World Wildlife Fund (WWF) har bestræbt sig på at inddele jordens overflade i økoregioner, dvs. geografiske zoner for landjorden, havene og de ferske vande. For at nå frem til denne opstilling har WWF opdelt disse domæner (landjord, have og ferskvand) i « overordnede habitattyper », som kan beskrive de forskellige geografiske zoner på grundlag af ensartede miljøbetingelser, sammenlignelige habitatstrukturer og diversitet. Disse overordnede habitater kan sammelignes på deres biomer. WWF har identificeret 14 overordnede habitattyper for landjorden, 7 for ferske vande og 9 for havområderne.

### I Den europæiske union
Den europæiske union og dens medlemslande har defineret habitater som "zoner til lands eller til vands, der udskiller sig ved deres geografiske, abiotiske eller biotiske karaktertræk, hvad enten de er fuldstændigt naturlige eller "halvnaturlige". Et direktiv præciserer, at visse naturlige habitater er af samfundsmæssig interesse. Det er de habitater inden for direktivets område, som er:
- i fare for at forsvinde (i deres naturlige udbredelsesområde) eller
- har et reduceret, naturligt udbredelsesområde som følge af deres tilbagegang eller på grund af, at deres område har været begrænset fra begyndelsen, eller
- er bemærkelsesværdige eksempler på ægte karaktertræk for én eller flere af Europas biogeografiske regioner (alpin, atlantisk, nordlig, kontinental, makaronesisk, mediterran eller pannonisk).

I det 20. århundrede har tendensen gået i retning af en kraftig forringelse af habitaternes kvalitet og areal. I 2010 fandtes der endnu vigtige huller i vores viden om havhabitaternes størrelse og kvalitet. For de data, der var tilgængelige, blev forholdene bedømt som dårlige for populationer af havorganismer (næsten 60 % i 2010), dvs. dobbelt så ofte som for landlevnede organismer (35 %).

#### Habitatdirektivet
Dette direktiv fra Rådet for Den Europæiske Union blev vedtaget den 21. maj 1992, og det tager udgangspunkt i, at det er en illusion at forsøge sig med at beskytte arter og deres økologiske funktioner, hvis man ikke også først og fremmest beskytter deres habitat. Det sigter altså mod at begunstige bevaringstilstanden hos udvalgte habitater for at vedligeholde biodiversiteten i Europa. Det sker under hensyntagen til de økonomiske, sociale, kulturelle og regionale behov og for at opretholde denne biologiske diversitet er det i visse tilfælde nødvendigt at opretholde eller endog at fremme udfoldelsen af menneskelige aktiviteter. Direktivet lægger vægt på beskyttelsen af naturlige habitater for den vilde flora og vilde fauna, der er hjemmehørende i 5 biogeografiske zoner i det Europæiske fællesskab: alpeområdet, det atlantiske område, det kontinentale område, det makaronesiske område og Middelhavsområdet. Ved revisionen i 2007 er yderligere 4 zoner medtaget, nemlig sortehavsområdet, det boreale område, det pannoniske område og steppeområdet.
Direktivet kompletterer rådsdirektivet 79/409/EEC (om bevarelse af vilde fugle og deres beskyttelseszoner) ved at omfatte Bern-konventionens forpligtelser fra 1979. Det er et af elementerne i skabelsen af en europæisk enighed om særlige beskyttelseszoner, EU-habitatområder jf. Natura 2000 i et fælleseuropæisk, sammenhængende netværk.

## Bedømmelse af habitater
Det er en disciplin, der endnu er i sin vorden, for den er meget sammensat. Den er et af de afgørende elementer i studiet af miljøpåvirkningerne og lokaliteternes oprindelige tilstand, men økologerne bruger flere forskellige metoder. Man skelner ofte mellem habitater som omfatter talrige arter og en enkelt arts habitat, der ofte er lettere at bedømme. I et vist omfang kan den nuværende tilstand sammenlignes med den, som man formoder har været miljøets oprindelige (se Potentiel vegetation), og på den måde kan man i brede træk vurdere en tendens til forbedring eller forringelse.

## Kortlægning af naturlige habitater
Ved slutningen af det 20. århundrede er der opstået et behov for at kortlægge habitater og økologiske korridorer på en mere præcis måde, både af hensyn til behovet for administration af naturområderne og for at gøre data på lokalt fremstillede kort sammenlignelige med det endemål at muliggøre opsamling på både nationalt og europæisk plan. Men det slår ikke til at kortlægge habitaterne, for de må også være ”tilgængelige” for arterne. Nogle forfattere vurderer, at tilgængelighed er det bedste grundlag for at kunne forudsige en habitats biodiversitet, og at den går forud for andre mere målbare indicier (så som den procentdel af et landområde, som er dækket af en bestemt habitat, eller tætheden i vejnettet uafhængigt af konteksten).

### Eksterne links
- Illustrerede eksempler på karakteristiske habitater med stor betydning for biodiversitet (fransk)
- Inventaire national du patrimoine naturel: Habitatrapporter (fransk)
- Rådet: RÅDETS DIREKTIV 92 / 43 / EØF af 21 . maj 1992 om bevaring af naturtyper samt vilde dyr og planter
- Rådets direktiv 2006/105/EF af 20. november 2006